# Licey al Medio
Licey al Medio es un municipio de la República Dominicana, que está situado en la provincia de Santiago.

## Límites
Municipios limítrofes:
|                                   | Norte: Tamboril |            |
| Oeste: Santiago de los Caballeros |                 | Este: Moca |
|                                   | Sur: Puñal      |            |

## Demografía
El municipio tenía una población total para 2007 de 34.678 habitantes.

## Distritos municipales
Está formado por los distritos municipales de:
| Nombre         | Código   |
| -------------- | -------- |
| Licey al Medio | 01250401 |
| Las Palomas    | 01250402 |

## Historia
Licey al Medio es un municipio de la República Dominicana localizado en la provincia de Santiago. Limita al oeste con la ciudad de Santiago de los Caballeros, al este con la ciudad de Moca, provincia Espaillat, al sur con el Municipio de Puñal y la provincia de La Vega, y al norte con el Municipio de Tamboril y la provincia de Puerto Plata.
Tiene una Extensión territorial de 32 km² y una población total para 2007 de 34.678 habitantes.
Licey al Medio era una sección rural del municipio de Santiago que fue erigida en distrito municipal en marzo de 1958. En 1984 fue convertido en municipio, con su cabecera en la localidad de Licey al Medio.
Actualmente este municipio está conformado por el distrito municipal Las Palomas , 5 secciones rurales y más de 7 parajes.
La Comunidad de Licey al Medio escaló a la Categoría de Distrito Municipal en el mes de julio del año 1958, mediante el decreto expedido por el entonces presidente de la República Dominicana, El Dictador Rafael Leónidas Trujillo Molina, comenzando a funcionar como tal categoría el día 21 de septiembre del año 1959.
Es a partir del día 13 de julio del año 1984 cuando se eleva a la categoría de municipio, por el entonces Presidente de la República Dominicana, Salvador Jorge Blanco.

## Economía
Las principales actividades económicas del municipio son la producción porcina y avícola, además de la industria de balanceados y la metalmecánica. Cuenta con un parque industrial de zona franca que concentra 7 empresas, con aproximadamente 275 empleados en total.
En el municipio también se ha desarrollado la economía de servicio. Cuenta con más de 7 bancos comerciales entre ellos están: Popular, BanReservas, 2 clínicas privadas,varias estaciones de combustible entre las cuales están: Texaco, Shell, además, gimnasios, tiendas, Pizzerías, Floristerías, Hospital Municipal, Centros Educativos y supermercados HiperAlba, Casa del Pueblo y Alegre.